# 山中郁子
山中 郁子（やまなか いくこ、1932年3月15日 - 2022年2月26日 ）は、日本の労働運動家、政治家。参議院議員（日本共産党公認・3期）。日本共産党中央委員会名誉幹部会委員。
秋元有子（あきもと ゆうこ）のペンネームで創作活動も行っていた。夫は国文学研究資料館名誉教授の山中光一（1926-2021）。

## 来歴
東京都練馬区出身。東京都立豊島高等学校を経て、早稲田大学第二文学部卒業。1952年、日本電信電話公社（現・NTT）へ入社し、電話交換手として勤務。同年に日本共産党へ入党し、のち全国電気通信労働組合（全電通）中央委員および東京市外電話支部書記長などを務める。また、1970年に電電公社を退社した後は党中央委員会の労組部へ入り、後進の育成に当たる。
1974年の参院選で全国区から出馬し初当選を果たす。以後比例区から連続3期当選し、1992年で引退を表明する。議員時代は党婦人局長などを歴任した。1979年6月6日の参議院本会議では、日本共産党代表として元号法案反対の討論を行った。
政界引退後は鹿児島県に移住、同地の日本民主主義文学会会員として小説を執筆していた。
2022年2月26日、老衰のため鹿児島市の老人ホームで死去。89歳没。

## 主著

### 山中郁子名義
- 『はたらく婦人と政治の革新』（新日本出版社、1974年）
- 『共産党員としての宮本百合子』（新日本出版社、1984年4月）
- 『歩みつづけて』（学習の友社、1987年10月）
- 『交換台に生きた女性たち』（新日本出版社、1997年6月）ISBN 4-406-02518-9
- 『倦まざりて来たりし:私的覚書と半生の拾遺』（光陽出版社、2007年2月）ISBN 978-4-87662-453-9

### 秋元有子名義
- 『海へ:小説千代田丸事件』（日本青年出版社、1971年）
- 『はりみち』（新日本出版社、1980年1月）
- 『翔ぶように』（新日本出版社、1990年5月）ISBN 4-406-01838-7
- 『文学の森:トルストイから宮本百合子』（東銀座出版社、2001年5月）ISBN 4-89469-034-9
- 『奄美の人と文学』（南方新社、2008年4月）ISBN 978-4-86124-130-7 茂山忠茂との共著